# Voy☆☆☆
『Voy☆☆☆』（ヴォイ）は、FLOWの12枚目のオリジナルアルバム。2023年2月22日にSACRA MUSICから発売。

## 概要
- 前作『TRIBALYTHM』から2年10か月ぶりのアルバム。
- 幕張メッセで開催された『SACRA MUSIC FES. 2022 -5th Anniversary-』の初日にアルバムが発表された。
- 最新シングル全曲とそのB面（シングル「デイドリーム ビリーヴァー」に収録されている「O2」を除く）、幕間5曲、新曲4曲で構成。
- 初回限定盤にはBlu-rayが同梱されており、ミュージックビデオ、ミニドラマ、オフショット、ライブ映像が収録されている。
  - 当初は「Voyage」のミュージックビデオと『FLOW WORLD TOUR 2022』のドキュメンタリーを収録する予定だったが、後に「贈る言葉 (20周年アニバーサリーバージョン)」のミュージックビデオ、ミニドラマ、メイキング映像に変更された[2]。MVとドキュメンタリー映像は後日YouTubeで公開された[3][4]。
- キャッチコピーは、『FLOW20周年イヤーに贈る、全世界へ思いを馳せるニューアルバム』。

## 収録内容

### DISC-1 (CD)
1. Terminal 1 [2:26]
作曲：KOHTARO GOTO　編曲：FLOW
  - インスト曲。
  - この曲は『FLOW WORLD TOUR 2022』やDISK GARAGEの主催ツアー『共鳴レンサツアー ～アニメスペシャル～』でも演奏済み。メキシコ公演のセットリストは「Terminal_GermanJapanereInst」と表記。
2. GOLD [3:35]
作詞：KOHSHI ASAKAWA　作曲：TAKESHI ASAKAWA　編曲：FLOW
  - メジャー38枚目のシングル。
  - テレビ東京系アニメ『BORUTO-ボルト- -NARUTO NEXT GENERATIONS-』10代目オープニングテーマ。
3. 優勝 feat. Afterglow[注 1] [4:28]
作詞：KOHSHI ASAKAWA　作曲：TAKESHI ASAKAWA　編曲：FLOW
  - メジャー37枚目のシングルのカップリング曲。
  - スマホリズム&アドベンチャーゲーム『バンドリ! ガールズバンドパーティ!』期間限定実装曲。
4. Tick Tack [2:48]
作詞：KOHSHI ASAKAWA　作曲：TAKESHI ASAKAWA　編曲：FLOW
  - メジャー36枚目のシングルのカップリング曲。
5. Terminal 2 [0:37]
作曲：TAKESHI ASAKAWA　編曲：FLOW
  - インスト曲。
6. 新世界 [3:53]
作詞：KOHSHI ASAKAWA　作曲：TAKESHI ASAKAWA　編曲：FLOW
  - メジャー35枚目のシングル。
  - テレビ東京系アニメ『シャドウバース』第2弾オープニングテーマ。
7. モメント [3:55]
作詞：KOHSHI ASAKAWA　作曲：TAKESHI ASAKAWA　編曲：FLOW
  - メジャー37枚目のシングルのカップリング曲。
  - 『パチスロANEMONE 交響詩篇エウレカセブン HI-EVOLUTION』実装曲。
8. Winter Story [3:37]
作詞：KOHSHI ASAKAWA　作曲：TAKESHI ASAKAWA　編曲：FLOW
  - 3枚目の配信限定シングル。
  - NACK5冬のステーションキャンペーン『Winter Aloha 2023』キャンペーンソング。
9. Terminal 3 [0:28]
作曲：TAKESHI ASAKAWA　編曲：FLOW
  - インスト曲。
10. コルコバード [1:26]
作詞：KOHSHI ASAKAWA　作曲：TAKESHI ASAKAWA　編曲：FLOW
  - FLOWの全楽曲の中で最も短い曲となった。
11. 東京ブレーメン [3:17]
作詞：KOHSHI ASAKAWA　作曲：TAKESHI ASAKAWA　編曲：FLOW
12. DICE [4:24]
作詞：KOHSHI ASAKAWA　作曲：TAKESHI ASAKAWA　編曲：FLOW & KOICHI TSUTAYA
  - メジャー37枚目のシングル。
  - MBS・TBS系アニメ『15周年 コードギアス 反逆のルルーシュ』前期オープニングテーマ。
13. Terminal 4 [0:36]
作曲：TAKESHI ASAKAWA　編曲：FLOW
  - インスト曲。
14. 燈 [3:52]
作詞：KOHSHI ASAKAWA　作曲：TAKESHI ASAKAWA　編曲：FLOW
  - メジャー38枚目のシングルのカップリング曲。
  - 舞台『ライブ・スペクタクル「NARUTO -ナルト-」～うずまきナルト物語～』公演イメージソング。
15. United Sparrows [3:40]
作詞：KOHSHI ASAKAWA　作曲：TAKESHI ASAKAWA　編曲：FLOW　ストリングスアレンジ：LoveDorian
  - メジャー36枚目のシングル。
  - 独立UHF系アニメ『バック・アロウ』第2弾エンディングテーマ。
16. やっぱりシンドバッド [3:28]
作詞：KOHSHI ASAKAWA　作曲：TAKESHI ASAKAWA　編曲：FLOW
17. Terminal 5 [0:22]
作曲：TAKESHI ASAKAWA　編曲：FLOW
  - インスト曲。
18. 衝動 [3:11]
作詞：KOHSHI ASAKAWA & KEIGO HAYASHI　作曲：TAKESHI ASAKAWA　編曲：FLOW
  - メジャー35枚目のシングルのカップリング曲。
19. デイドリーム ビリーヴァー [3:37]
作詞・作曲・編曲・歌：FLOW×ORANGE RANGE
  - メジャー39枚目のシングル。
  - MBS・TBS系アニメ『15周年 コードギアス 反逆のルルーシュ R2』後期オープニングテーマ。
20. Voyage [3:39]
作詞：KOHSHI ASAKAWA　作曲：TAKESHI ASAKAWA　編曲：FLOW
  - ミュージックビデオは、2022年12月に開催された『FLOW WORLD TOUR 2022』の際に撮影されたもの[5]。
  - 同年2月15日、先行配信開始[5]。
21. 贈る言葉 (20周年アニバーサリーバージョン) [3:09]
作詞：武田鉄矢　作曲：千葉和臣　編曲：TAKESHI ASAKAWA & Seiji Kameda
  - ボーナストラック。
  - インディーズ3枚目のシングルの新録版。
  - TBSお正月番組『CDTV ライブ!ライブ! 年越しスペシャル! 2022→2023』にて「贈る言葉 2023」というタイトルで初演奏[6]。
  - 海援隊ボーカリストの武田鉄矢がミュージックビデオにゲスト出演し、ミニドラマ版にも出演[7]。
    - 同年1月15日にYouTubeでミュージックビデオ、ミニドラマ、メイキングビデオがプレミア公開された。

  - 同年2月8日、先行配信開始[8]。

### DISC-2 (BD)（初回生産限定盤のみ）
- 贈る言葉 (20周年アニバーサリーバージョン)
  - Music Video
  - Drama Video
  - Making Video
- FLOW THE CARNIVAL 2021 〜新世界〜 (2021.8.9 LINE CUBE SHIBUYA)